# Margaret Forster
Margaret Forster, född 25 maj 1938 i Carlisle i Cumbria, död 8 februari 2016 i London, var en brittisk författare.
Forster studerade modern historia i Oxford. Hon undervisade några år på en flickskola innan hon blev författare på heltid. Hennes debut kom 1964 med Dames' Delight. Hon placeras ofta in i facket realistisk kvinnoförfattare men skrev också biografier och litteraturkritik.